# Microcrambus paucipunctellus
Microcrambus paucipunctellus là một loài bướm đêm trong họ Crambidae.